# Resolució 1005 del Consell de Seguretat de les Nacions Unides
La Resolució 1005 del Consell de Seguretat de les Nacions Unides fou adoptada per unanimitat el 17 de juliol de 1995. Després de recordar les resolucions 918 (1994) i 997 (1995) sobre la situació a Ruanda, el Consell va prendre nota dels perills que comporten les mines terrestres i, de conformitat amb el Capítol VII de la Carta de les Nacions Unides autoritzà les quantitats apropiades d'explosius per ser utilitzades exclusivament per a programes de desminatge al país.
El Consell va prendre nota de la voluntat del govern de Ruanda per abordar la qüestió de les mines terrestres sense explotar i l'interès d'altres estats en ajudar a la destrucció de les mines terrestres a Ruanda. Ha destacat la importància que el Consell ha poset en els esforços per eliminar l'amenaça que representen les mines terrestres sense explotar en diversos països i la naturalesa dels programes humanitaris de desminatge.
Es va reconèixer que el procés de desminatge requeria l'ús d'explosius. Els explosius podrien subministrar-se a Ruanda malgrat l'embargament d'armes imposat al país, amb l'aprovació prèvia del Comitè del Consell de Seguretat establert en la Resolució 918.